# جهنگ
جهنگ (به اردو: جھنگ) شهری در ایالت پنجاب (پاکستان) کشور پاکستان است که در سرشماری سال ۲۰۰۶ میلادی، ۳۴۷٫۸۰۹ نفر جمعیت داشته است.